# Cylindera plasoni
Cylindera plasoni es una especie de escarabajo del género Cylindera, tribu Cicindelini, familia Carabidae. Fue descrita científicamente por W. Horn en 1903.
Se distribuye por Malasia, en el monte Kinabalu, montaña Dulit, Bukit Monkobo, en el valle Danum, Sipitang y en Brunéi, en el distrito de Temburong.